# Lepidanthrax disjunctus
Lepidanthrax disjunctus är en tvåvingeart som först beskrevs av Christian Rudolph Wilhelm Wiedemann 1830.  Lepidanthrax disjunctus ingår i släktet Lepidanthrax och familjen svävflugor. Inga underarter finns listade i Catalogue of Life.